# جوني مونتيل
جوني مونتيل (بالإسبانية: Jonathan Montiel)‏ (3 سبتمبر 1998 في إسبانيا - ) هو لاعب كرة قدم إسباني في مركز الوسط. شارك مع منتخب إسبانيا تحت 17 سنة لكرة القدم ومنتخب إسبانيا تحت 18 سنة لكرة القدم ومنتخب إسبانيا تحت 19 سنة لكرة القدم. أما مع النوادي، فقد لعب مع رايو فايكانو ب ورايو فايكانو.

## وصلات خارجية
- جوني مونتيل على موقع قاعدة بيانات كرة القدم.إي يو (الإنجليزية)
- جوني مونتيل على موقع Soccerway.com (الإنجليزية)
- جوني مونتيل على موقع AS.com (الإسبانية)